# 戴维·马克斯韦尔
戴维·马克斯韦尔（英語：David Maxwell，1951年4月8日—），英国男子赛艇运动员。他曾代表英国参加1972年和1976年夏季奥林匹克运动会赛艇比赛，其中1976年奥运会获得一枚银牌。